# Tiznow
Tiznow, né le 12 mars 1997, est un cheval de course pur-sang américain, élu cheval de l'année aux États-Unis en 2000 et membre du Hall of Fame des courses américaines. Il est le seul double lauréat de la Breeders' Cup Classic, en 2000 et 2001.

## Carrière de course

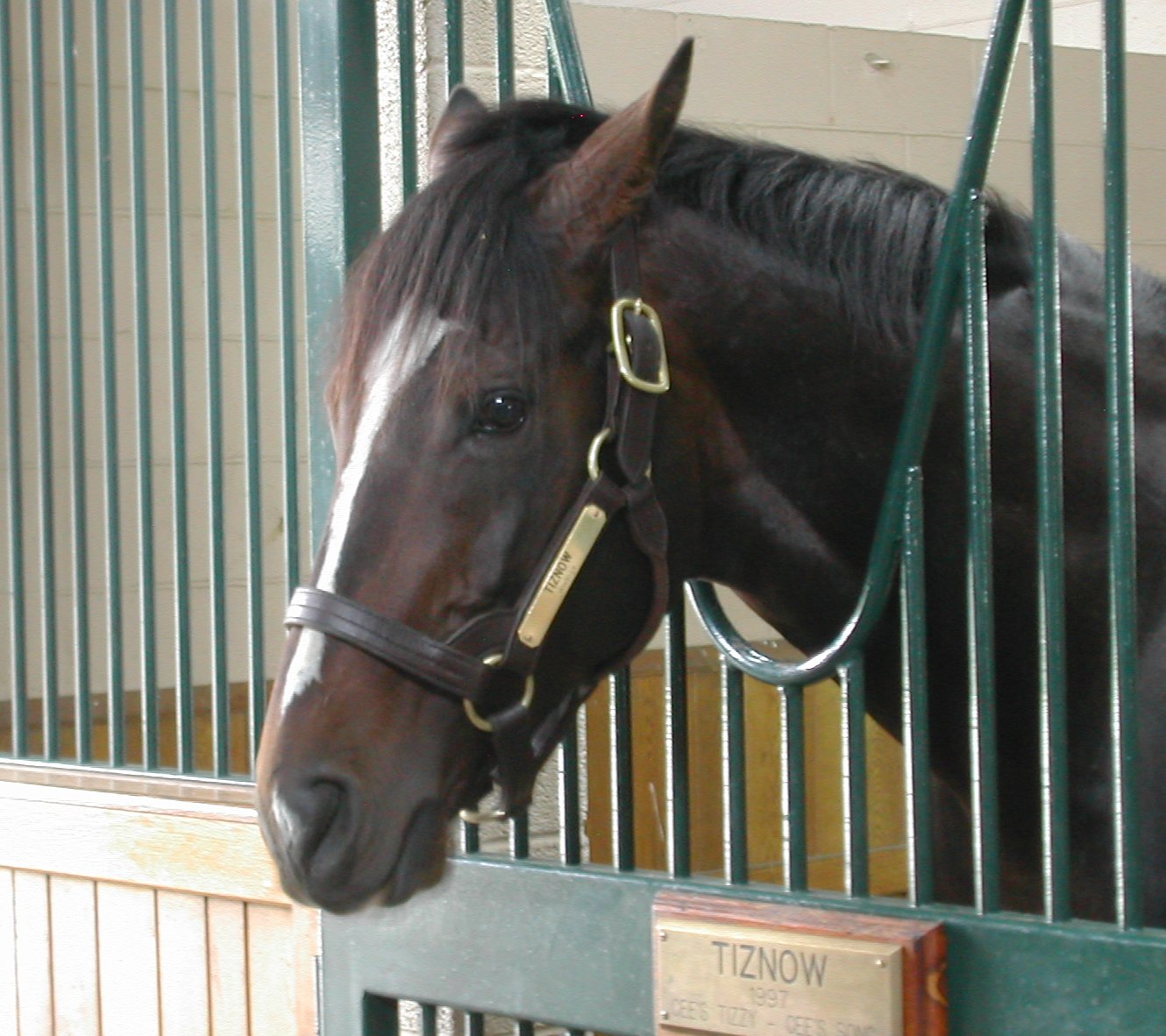

Élevé en Californie, Tiznow est privé d'une saison à 2 ans en raison d'une fracture à la jambe. Il débute finalement fin avril 2000, et il n'est donc pas question pour lui de Triple Couronne, la trilogie classique des 3 ans américains qui se déroule en mai et en juin. Il faudra trois tentatives au poulain californien pour décrocher son maiden et pouvoir prétendre au niveau supérieur, ce qu'il fait finalement très bien en remportant le Affirmed Handicap, un groupe 3, aux dépens du très bon Dixie Union, futur vainqueur de groupe 1. En juillet, Tiznow confirme qu'il peut rivaliser avec les meilleurs en prenant l'accessit d'honneur des Swaps Stakes puis, fin août, de l'important Pacific Classic où s'affrontent les 3 ans et leurs aînés. À cette occasion, il est monté par Chris McCarron, qui devient son partenaire exclusif. Tiznow est ensuite envoyé en Louisiane pour cueillir le Super Derby, alors labellisé groupe 1, par six longueurs et en signant le record de la piste sur 2 000 mètres. Il pose ainsi ses jalons pour la Breeders' Cup Classic, qui devient son grand objectif de fin de saison, mais dans laquelle il n'a pas engagé lorsqu'il était foal.
Une victoire dans un groupe 2 à Santa Anita renforcent ses prétentions, mais son entourage doigt le supplémenter au prix de $ 360 000 pour participer à la grande épreuve, qui se déroule cette année-là à Churchill Downs. Le plateau de la Breeders' Cup Classic réunit la fine fleur des pur-sang américains dont le vainqueur du Kentucky Derby, Fusaichi Pegasus, celui des Belmont Stakes, Lemon Drop Kid, celui de la Jockey Club Gold Cup, Albert The Great ou encore le tenant du titre, Cat Thief. Et puis, une fois n'est pas coutume, un vrai champion européen, l'Irlandais Giant's Causeway, qui a remporté la bagatelle de cinq groupe 1 d'affilée. Et qui va bien faillir ajouter une Classic à son palmarès en finissant comme une balle et repoussant Tiznow dans ses derniers retranchements : le Californien conserve une encolure sur le poteau, à l'issue d'une course élue "moment de l'année" par la NTRA, la National Thoroughbred Racing Association. Mais la joie est de courte durée dans le camp des vainqueurs puisque l'éleveuse-propriétaire du champion décède quelques jours plus tard. Et ne voit pas son protégé être sacré cheval de l'année 2000, une récompense qu'aucun cheval élevé en Californie n'avait obtenu depuis Swaps en 1956.
De retour aux affaires en 2001, Tiznow effectue une rentrée victorieuse chez lui en Californie, avant d'échouer dans les Strub Stakes, un groupe 2. Mais cela ne l'empêche pas de remporter aisément la belle, c'est-à-dire le Santa Anita Handicap, son objectif du printemps. Victime de problèmes de dos, il manque la saison estivale et on le retrouve en septembre, dans les Woodward Stakes, où il prend une troisième place, tout comme dans le Goodwood Breeders' Cup Handicap un mois plus tard. Semblant moins en forme en cette année 2001, Tiznow n'est que le quatrième favori de la Breeders' Cup Classic, qui se déroule à Belmont Park, à New York, six semaines après les attentats du 11 septembre, à une quinzaine de kilomètres de Ground Zero et sous haute sécurité. Bien que le meilleur 3 ans de l'année Point Given, blessé, manque à l'appel, le plateau est encore une fois relevé, surtout avec la présence exceptionnelle de deux champions européens, et non des moindres, qui s'aventurent pour la première fois sur le dirt, une surface que leurs jambes fines rompues aux soyeux gazons britanniques n'ont jamais connus : le tout frais vainqueur du Prix de l'Arc de Triomphe Sakhee et le Derby-winner Galileo. Tiznow, lui, fait des siennes et passe 40 minutes à se battre avec Chris McCarron, refusant de se mettre au galop. Finalement il s'y met, et bien puisqu'il s'impose d'un nez devant Sakhee, au bout d'un finale à grand suspens, à nouveau élu "moment de l'année". Insuffisant toutefois pour contester à Point Given le titre de cheval de l'année. Mais sa condition d'unique double-lauréat de la Breeders' Cup Classic suffit largement pour être admis, moins de dix ans après la fin de sa carrière, au Hall of Fame des courses américaines.

### Résumé de carrière
| Date         | Hippodrome      | Pays        | Course                          | Statut      | Distance    | Jockey      | Place       | Écart       | Vainqueur ou deuxième |
| 2000, 3 ans  | 2000, 3 ans     | 2000, 3 ans | 2000, 3 ans                     | 2000, 3 ans | 2000, 3 ans | 2000, 3 ans | 2000, 3 ans | 2000, 3 ans | 2000, 3 ans           |
| ------------ | --------------- | ----------- | ------------------------------- | ----------- | ----------- | ----------- | ----------- | ----------- | --------------------- |
| 22 avril     | Santa Anita     | États-Unis  | Maiden                          |             | 1 200 m     | A. Solis    | 6e / 10     | 3           | Mr. Wonderful         |
| 11 mai       | Hollywood Park  | États-Unis  | Maiden                          |             | 1 700 m     | A. Solis    | 2e / 9      | enc.        | Spicy Stuff           |
| 31 mai       | Hollywood Park  | États-Unis  | Maiden                          |             | 1 700 m     | A. Solis    | 1er / 9     | 8 ½         | Coldwater Canyon      |
| 1er juillet  | Hollywood Park  | États-Unis  | Affirmed Handicap               | Gr. 3       | 1 700 m     | V. Espinosa | 1er / 6     | enc.        | Dixie Union           |
| 23 juillet   | Hollywood Park  | États-Unis  | Swaps Stakes                    | Gr. 1       | 1 800 m     | V. Espinosa | 2e / 6      | 2 ½         | Captain Steve         |
| 26 août      | Del Mar         | États-Unis  | Pacific Classic                 | Gr. 1       | 2 000 m     | C. McCarron | 2e / 7      | 2           | Skimming              |
| 30 septembre | Louisiana Downs | États-Unis  | Super Derby                     | Gr. 1       | 2 000 m     | C. McCarron | 1er / 6     | 6           | Commendable           |
| 15 octobre   | Santa Anita     | États-Unis  | Goodwood Breeders' Cup Handicap | Gr. 2       | 1 800 m     | C. McCarron | 1er / 7     | 1/2         | Captain Steve         |
| 4 novembre   | Churchill Downs | États-Unis  | Breeders' Cup Classic           | Gr. 1       | 2 000 m     | C. McCarron | 1er / 13    | enc.        | Giant's Causeway      |
| 2001, 4 ans  |                 |             |                                 |             |             |             |             |             |                       |
| 13 janvier   | Santa Anita     | États-Unis  | San Fernando Stakes             | Gr. 2       | 1 700 m     | C. McCarron | 1er / 6     | 1 ¼         | Walkslikeaduck        |
| 3 février    | Santa Anita     | États-Unis  | Strub Stakes                    | Gr. 2       | 1 800 m     | C. McCarron | 5e / 17     | 2           | Wooden Phone          |
| 3 mars       | Santa Anita     | États-Unis  | Santa Anita Handicap            | Gr. 1       | 2 000 m     | C. McCarron | 1er / 12    | 5           | Wooden Phone          |
| 8 septembre  | Belmont Park    | États-Unis  | Woodward Stakes                 | Gr. 1       | 1 800 m     | C. McCarron | 3e / 5      | 1 ½         | Lido Palace           |
| 7 octobre    | Santa Anita     | États-Unis  | Goodwood Breeders' Cup Handicap | Gr. 2       | 1 800 m     | C. McCarron | 3e / 6      | 1 ½         | Freedom Crest         |
| 27 octobre   | Belmont Park    | États-Unis  | Breeders' Cup Classic           | Gr. 1       | 2 000 m     | C. McCarron | 1er / 13    | nez         | Sakhee                |

## Au haras
Installé à WinStar Farm, un grand haras du Kentucky, Tiznow suscite une certaine méfiance de la part des éleveurs étant donné son pedigree atypique et plutôt modeste. Et pourtant il va une nouvelle fois déjouer les pronostics, s'imposant immédiatement comme tête de liste des étalons de première production en 2005, bien aidé par sa fille Folklore, désignée 2 ans de l'année après sa victoire dans la Breeders' Cup Juvenile Fillies. Son tarif de saillie va s'en ressentir, culminant à $ 75 000 dans les années 2010. Sa progéniture s'illustre au mieux sur des distances allant du mile aux 2 000 mètres, même s'il a donné un lauréat de Belmont Stakes avec Da'Tara. Parmi ses meilleurs produits, on peut citer (avec le nom du père de mère entre parenthèses) : 
- Colonel John (Turkoman) — Santa Anita Derby, Travers Stakes
- Well Armed (Notebook) —Dubai World Cup, Awesome Again Stakes
- Folklore (Storm Cat) — Matron Stakes, Breeders' Cup Juvenile Fillies, troisième mère du champion japonais Contrail.
- Da' Tara (Pirate's Bounty) — Belmont Stakes
- Tourist (Unbridled's Song) — Fourstardave Handicap, Breeders' Cup Mile
- Tizway (Dayjur) — Metropolitan Handicap, Whitney Stakes
- Gemologist (Mr. Prospector) — Kentucky Jockey Club Stakes, Wood Memorial Stakes

Également bon père de mère, il a pour descendants, via ses filles, Tiz The Law (Florida Derby, Belmont Stakes, Travers Stakes) ou Early Voting (Preakness Stakes, Withers Stakes).
En octobre 2021, WinStar Farm annonce que Tiznow prend sa retraite.

## Origines
Tiznow est un fils de Cee's Tizzy, dont le principal fait d'armes est une troisième place dans le Super Derby. Étalon peu prisé, il a tout de même donné quelques chevaux de groupe 1. Sa mère, Cee's Song, a justifié son prix d'achat yearling, $ 50 000, en gagnant correctement sa vie sur les hippodromes californiens. Issue d'une famille assez peu à la mode, elle a contre toute attente réussi et plus encore au haras puisqu'avant Tiznow, son propre frère Budroyale avait accompli une longue et riche carrière ponctuée de plusieurs victoires au niveau des groupe 2, et des accessits d'honneur dans la Hollywood Gold Cup, le Santa Anita Handicap et surtout la Breeders' Cup Classic en 1999. En outre, Cee's Song est la mère de Tizbud, lui aussi par Cee's Tizzy, troisième des San Fernando Breeders' Cup Stakes. Ses exploits de reproductrice ont fait monté les enchères lorsque, pleine de Cee's Tizzy, elle est passée aux enchères en 2001, faisant tomber le marteau à 2,6 millions de dollars. Le produit de cette union, Tizamazing, est demeurée inédite mais elle a engendré le vainqueur des Preakness Stakes 2013, Oxbow. 

### Pedigree
| Origines de Tiznow (USA), mâle bai brun né en 1997 | Origines de Tiznow (USA), mâle bai brun né en 1997 | Origines de Tiznow (USA), mâle bai brun né en 1997 | Origines de Tiznow (USA), mâle bai brun né en 1997 |
| -------------------------------------------------- | -------------------------------------------------- | -------------------------------------------------- | -------------------------------------------------- |
| Père Cee's Tizzy 1987                              | Relaunch 1976                                      | In Reality                                         | Intentionally                                      |
| Père Cee's Tizzy 1987                              | Relaunch 1976                                      | In Reality                                         | My Dear Girl                                       |
| Père Cee's Tizzy 1987                              | Relaunch 1976                                      | Foggy Note                                         | The Axe                                            |
| Père Cee's Tizzy 1987                              | Relaunch 1976                                      | Foggy Note                                         | Silver Song                                        |
| Père Cee's Tizzy 1987                              | Tizly 1981                                         | Lyphard                                            | Northern Dancer                                    |
| Père Cee's Tizzy 1987                              | Tizly 1981                                         | Lyphard                                            | Goofed                                             |
| Père Cee's Tizzy 1987                              | Tizly 1981                                         | Tizna                                              | Trevieres                                          |
| Père Cee's Tizzy 1987                              | Tizly 1981                                         | Tizna                                              | Noris                                              |
| Mère Cee's Song 1986                               | Seattle Song 1981                                  | Seattle Slew                                       | Bold Reasoning                                     |
| Mère Cee's Song 1986                               | Seattle Song 1981                                  | Seattle Slew                                       | My Charmer                                         |
| Mère Cee's Song 1986                               | Seattle Song 1981                                  | Incantation                                        | Prince Blessed                                     |
| Mère Cee's Song 1986                               | Seattle Song 1981                                  | Incantation                                        | Magic Spell                                        |
| Mère Cee's Song 1986                               | Lonely Dancer 1975                                 | Nice Dancer                                        | Northern Dancer                                    |
| Mère Cee's Song 1986                               | Lonely Dancer 1975                                 | Nice Dancer                                        | Nice Princess                                      |
| Mère Cee's Song 1986                               | Lonely Dancer 1975                                 | Sleep Lonely                                       | Pia Star                                           |
| Mère Cee's Song 1986                               | Lonely Dancer 1975                                 | Sleep Lonely                                       | Sulenan (famille 26)                               |